# جغرافيا إثيوبيا
جغرافيا إثيوبيا هي دولة أفريقية غير ساحلية تتميَّز بتنوع بشري وتنوع طبيعي كبير، ومساحات خضراء كبيرة.

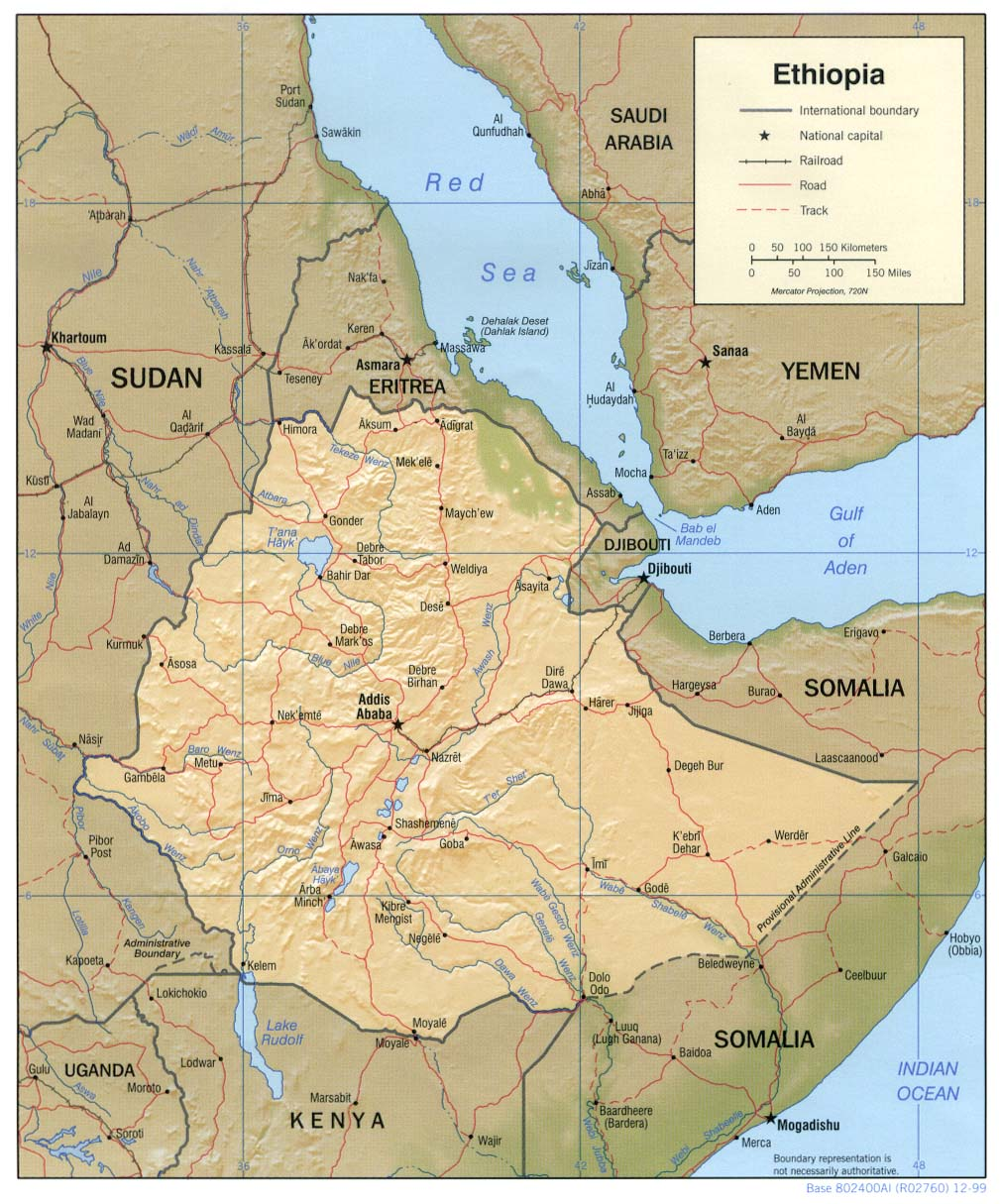
خريطة إثيوبيا.

في 1126829 كيلومتر مربع (435071 ميل مربع), وإثيوبيا هي من أكبر 27 دولة في العالم، قابلة للمقارنة في حجم لبوليفيا. انها تقع بين خطي عرض 15 درجة و 3 درجة شمالا، وخطي طول 33 ° و 48 ° E.
الجزء الأكبر من إثيوبيا تقع على القرن الأفريقي، والذي هو الجزء الشرقي من اليابسة الأفريقية. على الحدود مع إثيوبيا هي السودان وجنوب السودان إلى الغرب وجيبوتي وإريتريا من الشمال والصومال من الشرق، وكينيا من الجنوب. داخل إثيوبيا عبارة عن مجمع المرتفعات واسعة من الجبال والهضاب تشريح مقسوما وادي الصدع العظيم، الذي يمتد عادة إلى شمال شرق جنوب غرب وتحيط بها الأراضي المنخفضة، والسهوب، أو شبه صحراوية. التنوع الكبير في التضاريس يحدد اختلافات واسعة في المناخ والتربة والغطاء النباتي الطبيعي، وأنماط الاستيطان.
إثيوبيا هي بلد متنوع من الناحية البيئية، بدءا من الصحاري على طول الحدود الشرقية إلى الغابات الاستوائية في الجنوب إلى Afromontane اسعة في الأجزاء الشمالية والجنوبية الغربية. بحيرة تانا في الشمال هو منبع النيل الأزرق. كما أن لديها عددا كبيرا من الأنواع المتوطنة، وخاصة Gelada البابون، واليا الوعل والذئب الإثيوبي (أو سايمن الثعلب). وبالنظر إلى مجموعة واسعة من علو البلاد مجموعة متنوعة من مناطق متميزة بيئيا، وقد ساعد هذا على تشجيع تطور الأنواع المستوطنة في عزلة البيئية.

## المناخ

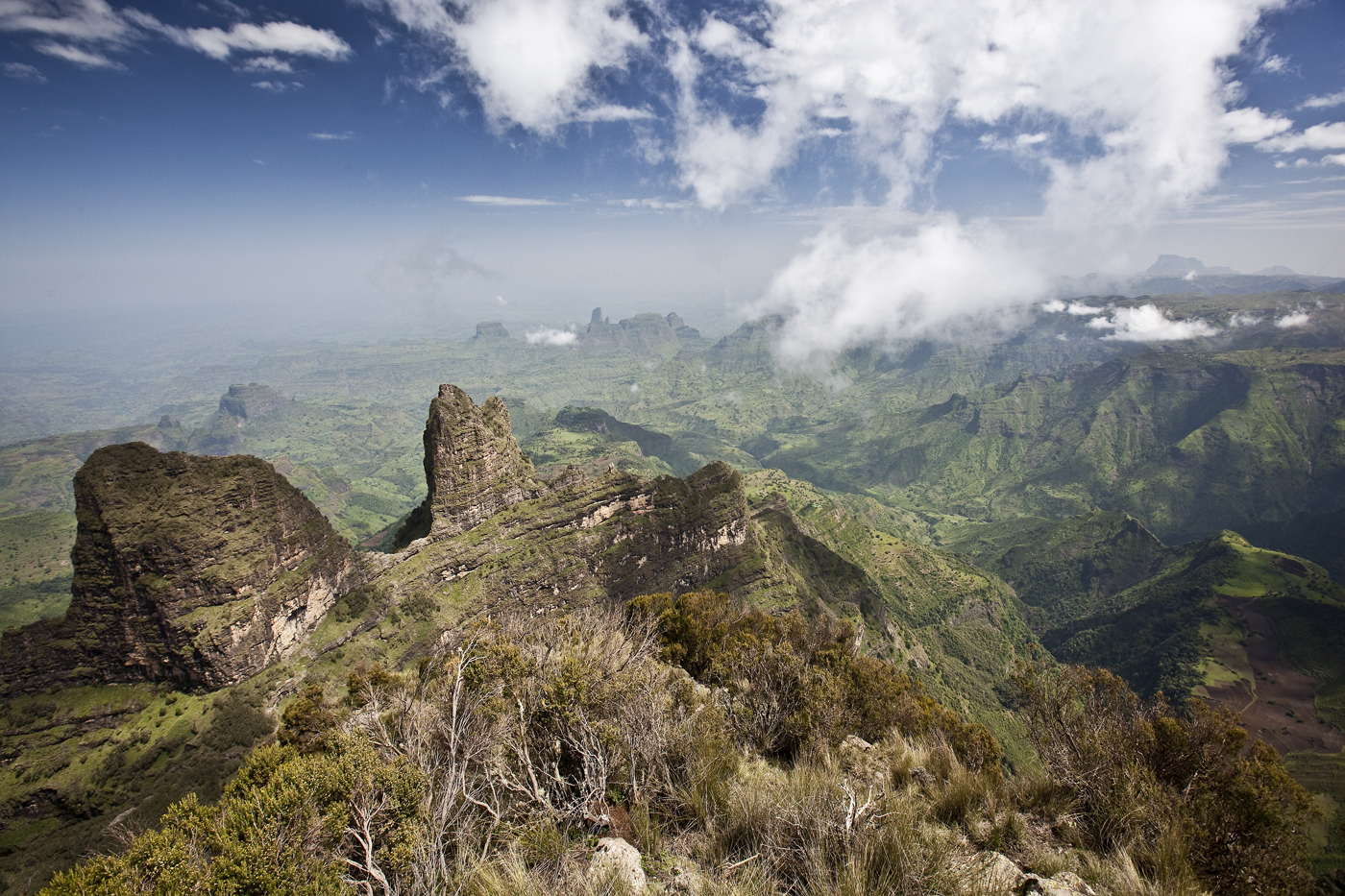
جبال سايمن.

الخريطة المناخية في إثيوبيا

نوع المناخ السائد هو الرياح الموسمية الاستوائية، مع الاختلاف الناجم عن الطبوغرافية واسعة. تغطية المرتفعات الإثيوبية معظم أنحاء البلاد ولها المناخ الذي هو عادة أكثر برودة بكثير من المناطق الأخرى في القرب مماثلة إلى خط الاستواء. وتقع معظم المدن الكبرى في البلاد على ارتفاعات حوالي 2,000-2,500 متر (6,562-8,202 قدم) فوق مستوى سطح البحر، بما في ذلك العواصم التاريخية مثل غوندار وأكسوم.
يقع في العاصمة أديس أبابا الحديثة على سفوح جبل إنتوتو على ارتفاع حوالي 2,400 متر (7,874 قدم)، ويواجه جولة صحية وممتعة السنة المناخ. مع درجات الحرارة على مدار السنة موحدة إلى حد ما، وتعرف المواسم في أديس أبابا إلى حد كبير من قبل هطول الأمطار، مع موسم الجفاف من شهر أكتوبر وفبراير، وموسم الأمطار الخفيفة من مارس إلى مايو، وموسم الأمطار الثقيلة من يونيو إلى سبتمبر. متوسط هطول الأمطار السنوي حوالي 1,200 ملم (47.2 في).
هناك في المتوسط 7 ساعات من ضوء الشمس في اليوم الواحد، وهذا يعني أنه من مشمس لحوالي 60٪ من الوقت المتاح. موسم الجفاف هو أكثر أوقات السنة إشماسا، على الرغم من في ذروة موسم الأمطار في شهري يوليو وأغسطس لا تزال هناك عادة عدة ساعات يوميا من الشمس الساطعة. يبلغ متوسط درجة الحرارة السنوية في أديس أبابا هو 16 درجة مئوية (60.8 درجة فهرنهايت)، مع أقصى درجات الحرارة اليومية في المتوسط 20-25 درجة مئوية (68,0-77,0 درجة فهرنهايت) طوال العام، وهبوط بين عشية وضحاها في المتوسط 5-10 درجة مئوية (41.0- 50.0 °F).
معظم المدن الرئيسية والمواقع السياحية في إثيوبيا تكمن في ارتفاع مماثل لأديس أبابا ولها مناخ مماثل. في المناطق الأقل مرتفعة، ولا سيما أقل الكذب المراعي الشجيرات الإثيوبية ومناطق الأدغال في شرق البلاد، يمكن أن تكون أكثر سخونة المناخ بشكل كبير وأكثر جفافا. دلول، في منخفض عفار في هذه المنطقة الشرقية، لديها أعلى متوسط درجة الحرارة السنوي في العالم من 34 درجة مئوية (93.2 درجة فهرنهايت).

## اُنظر أيضًا
- إثيوبيا.
- تاريخ إثيوبيا.
- سكان إثيوبيا.